# Las Palabras de Amor
Las Palabras de Amor (The Words of Love) ist eine Rockballade der britischen Rockband Queen aus dem Jahr 1982. Diese wurde als dritte Single aus ihrem zehnten Studioalbum Hot Space veröffentlicht.

## Hintergrund
Der Liedtext wurde von Gitarrist Brian May geschrieben. Der Gesang wurde von Leadsänger Freddie Mercury übernommen, May sang die hohen Harmoniegesänge. Es wird hauptsächlich auf Englisch gesungen, enthält aber auch einige spanische Phrasen. Der Song war inspiriert von der engen Beziehung der Band zu ihren argentinischen Fans. Es war der letzte Studioauftritt der Band bei Top of the Pops (nachdem sie zuvor Seven Seas of Rhye, Killer Queen, Now I’m Here und Good Old-Fashioned Lover Boy vorgestellt hatten). Bei dieser pantomimischen Darbietung ist May zu sehen, wie er neben seiner Gitarre auch einen Flügel spielt; auf der Aufnahme spielt er neben akustischen und elektrischen Gitarren auch Klavier und Synthesizer. May sang auch den Leadgesang für die harmonisierte Zeile „tThis night and evermore“ im gesamten Song.
Während des Freddie-Mercury-Tribute-Konzerts war dies der dritte Song in der zweiten Hälfte, der von Queen und Zucchero gespielt wurde. Auf der Rock The Cosmos Tour mit Paul Rodgers wurde es in den spanischsprachigen Ländern gespielt, gesungen von May.
Der Song wurde 1999 auch auf der Kompilation Greatest Hits III sowie der Kompilation Queen Forever (2014) und dem Videoalbum Greatest Video Hits 2 (2003) veröffentlicht.

## Besetzung
- John Deacon – Bassgitarre
- Brian May – Begleitgesang, Gesang, E-Gitarre, Keyboards, Zwölfsaitige Gitarre
- Freddie Mercury – Begleitgesang, Gesang
- Roger Taylor – Begleitgesang, Schlagzeug

## Charts und Chartplatzierungen
| ChartsChartplatzierungen     | Höchstplatzierung | Wochen |
| ---------------------------- | ----------------- | ------ |
| Deutschland (GfK)            | 68 (4 Wo.)        | 4      |
| Schweiz (IFPI)               | 13 (2 Wo.)        | 2      |
| Vereinigtes Königreich (OCC) | 17 (8 Wo.)        | 8      |

## Coverversionen (Auswahl)
- 1988: Elaine Paige (Album: The Queen Album)[9]